# Apanthuroides foveolata
Apanthuroides foveolata là một loài chân đều trong họ Anthuridae. Loài này được Kensley miêu tả khoa học năm 1978.